# مرووش

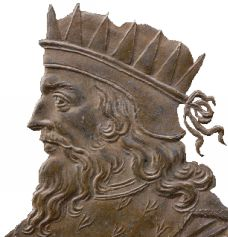
مرووش

مِرووِش (به لاتین Meroveus یا Merovius، به آلمانی Merowech، به فرانسوی Mérovée) بنیادگذار افسانه‌ای دودمان مروونژی است.او در سالهای پس از ۴۵۰ (میلادی) پادشاه فرانک‌های سالی بود. هیچ تاریخ‌نگاری در زمان او چیزی درباره‌اش ننوشته است و آگاهیهای اندک ما درباره‌اش مربوط به نوشته‌های روزگار پس از اوست. برخی او را پسر کلودیو پادشاه نیمه‌افسانه‌ای فرانکهای سالی دانسته‌اند. همچنین او را فرمانده فرانکها در نبرد کاتالون در سال ۴۵۱ میلادی می‌پندارند.
برپایه افسانه نطفه او هنگامی بسته شد که مادرش یک هیولای دریایی را دید.
مرووش پدر شیلدریک یکم است.شیلدریک پس از پدر بر تخت نشست.